# 利田神社
利田神社（かがたじんじゃ）は、東京都品川区の神社。

## 概要
1626年（寛永3年）に創建された。洲崎（目黒川河口の品川湊の砂州）に沢庵宗彭が弁才天を勧請したのが起源である。当時は「洲崎弁天」と呼ばれ、修験道当山派の修験者が堂宇を管理していた。
明治時代の神仏分離政策に伴い、弁才天に相当する日本古来の神「市杵島姫命」に祭神を変更し、「利田神社」と称する神社になった。「利田」とは、江戸時代の品川宿名主だった「利田氏」に由来する。

## 鯨塚

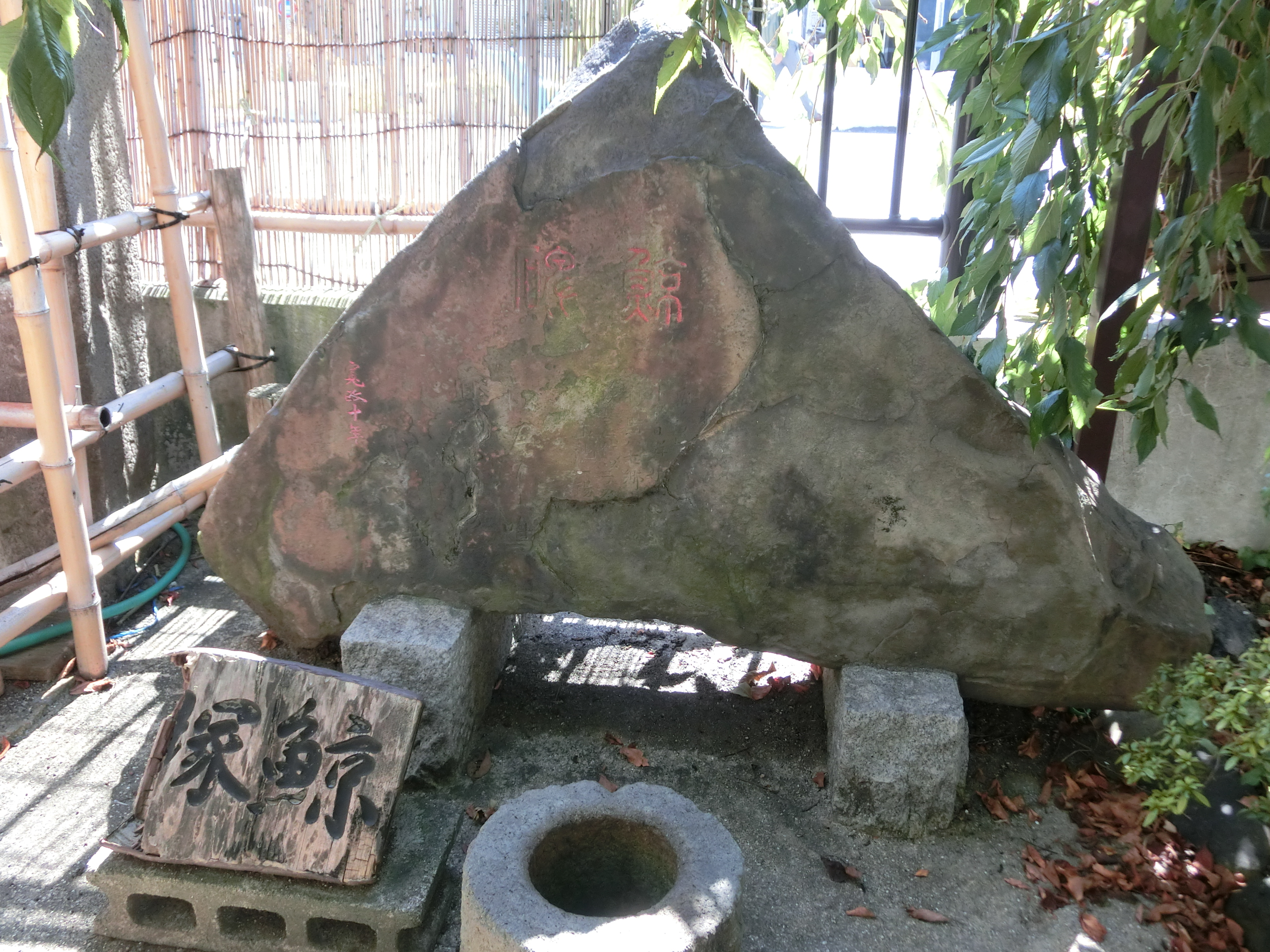
鯨塚

当社の境内には、「鯨塚」と呼ばれる墓がある。1798年（寛政10年）に品川沖に迷い込み、仕留められた鯨を埋葬した場所である。当時は江戸市中が大騒ぎとなり、鯨を一目見んと野次馬が殺到したという。江戸幕府11代将軍・徳川家斉も、この鯨を浜御殿（現浜離宮恩賜庭園）まで曳かせて供覧したという。
俳人谷素外もこの鯨の騒動を詠んでいる。

## 交通アクセス
- 新馬場駅より徒歩5分。